# Tinagma borkhauseniella
Tinagma borkhauseniella är en fjärilsart som beskrevs av Herrich-Schäffer 1855. Tinagma borkhauseniella ingår i släktet Tinagma och familjen skäckmalar. Inga underarter finns listade i Catalogue of Life.